# Aleksander Grygorowicz
Aleksander Grygorowicz (ur. 2 września 1923 w Sarnach, zm. 3 czerwca 2023 w Poznaniu) – polski architekt, planista, urbanista, naukowiec, dydaktyk, malarz i rysownik, profesor doktor habilitowany Politechniki Poznańskiej, a potem Uniwersytetu Artystycznego w Poznaniu.

## Życiorys
Początek życia spędził na Wołyniu, w rodzinie mieszanej. Od dzieciństwa był prawosławny. Pod koniec II wojny światowej opuścił rodzinne strony z powodu pogromów i zbliżającego się frontu. Dostał się na studia w Krakowie, na Wydziale Architektury Akademii Górniczo-Hutniczej im. Stanisława Staszica. W 1950 ukończył pracę magisterską pt. „Plan zagospodarowania Dobczyc”, napisaną pod kierunkiem prof. Tadeusza Tołwińskiego. Następnie rozpoczął pracę w Centralnym Biurze Projektów Architektonicznych i Urbanistycznych na stanowisku projektanta. Od 1953 pracował jako projektant, a potem kierownik zespołu projektowego w „Miastoprojekcie Kraków”. W 1961 został kierownikiem wielobranżowej pracowni projektowej w krakowskim Miejskim Biurze Projektów, a od 1964 był głównym specjalistą w Dyrekcji Inwestycji Miejskich.
Był również asystentem wybitnego historyka architektury, prof. Adama Mściwujewskiego, na wydziale architektury Politechniki Krakowskiej. W 1967 obronił pracę doktorską pt. „Kościół św. Andrzeja w Krakowie we wczesnym średniowieczu”, przygotowaną na tej uczelni pod kierunkiem prof. Wiktora Zina. W 1969 przeniósł się do Gliwic, gdzie objął stanowisko adiunkta i jako docent pracował w Instytucie Urbanistyki i Architektury Politechniki Śląskiej. W 1976 na Politechnice Krakowskiej przedstawił rozprawę habilitacyjną pt. „Zastosowanie metod planowania przestrzennego do badań dawnych układów osadniczych (na przykładzie Krakowa z I połowy XIII wieku)”, która została uhonorowana nagrodą Polskiej Akademii Nauk. W tym samym roku został mianowany profesorem Politechniki Poznańskiej. Wykładał historię architektury powszechnej, był kierownikiem Zakładu Planowania Przestrzennego i Projektowania Wsi, zastępcą dyrektora Instytutu oraz prodziekanem Wydziału Budownictwa Lądowego. W latach 1986–1989 zasiadał w Radzie Konsultacyjnej przy Przewodniczącym Rady Państwa. W 1992 uzyskał tytuł profesora zwyczajnego. Od roku 2010 był wykładowcą Uniwersytetu Artystycznego w Poznaniu i kierował Pracownią Planowania Przestrzennego.
Pochowany został na cmentarzu junikowskim w Poznaniu.

## Twórczość
Jego działalność wyróżniała się interdyscyplinarnością i ponadregionalnym charakterem. Opracowywał plany zagospodarowania przestrzennego, tworzył projekty architektoniczne i konserwatorskie, malował polichromie, projektował i wykonywał witraże, pisał prace naukowe dotyczące architektury i urbanistyki średniowiecznej, historii architektury cerkiewnej, zagospodarowaniu przestrzennemu oraz kształtowaniu krajobrazu. Zaprojektowane przez niego obiekty znajdują się w Małopolsce, Wielkopolsce, na Śląsku, Mazowszu i wschodzie Polski. Były to głównie osiedla mieszkaniowe i budynki sakralne (pełna lista poniżej). Najbardziej znane z nich to cerkiew Podwyższenia Krzyża Świętego w Jałówce (wpisana do rejestru zabytków w 2003), sobór Świętej Trójcy w Hajnówce (oparty na koncepcji plastycznej Jerzego Nowosielskiego, wyróżniony Nagrodą św. Brata Alberta w 1981), rozbudowa cerkwi św. Michała Archanioła w Bielsku Podlaskim, plebania z kaplicą w Siemiatyczach, a także rzymskokatolicki dom rekolekcyjny w Wesołej pod Warszawą, z polichromiami Jerzego Nowosielskiego. Mówiąc o swoim najbardziej wyróżniającym się dziele – świątyni w Hajnówce – wyjaśnił jaki był jego główny cel: „Chodziło o chęć pokazania, że architektura cerkiewna nie musi być aż nadto tradycyjna. Że może mieć wygląd świadczący o tym, że architekci prawosławni nie są skostniali do szpiku kości. Marzyłem, żeby zrobić coś, co będzie niepretensjonalne, szczere w wypowiedzi, ale jednocześnie dostosowane do funkcji i liturgicznej i użytkowej”.

### Projekty i realizacje
- Projekty dla miasta Jaworzno:
  - osiedle im. Tadeusza Kościuszki;
  - osiedle Dąbrowa Narodowa;
  - osiedle Podwale;
- osiedle Trzebinia;
- ogólny plan szkicowy miasta Biecz oraz plan realizacyjny dzielnicy przemysłowej za rzeką Ropą;
- projekt i realizacja cerkwi Podwyższenia Krzyża Świętego w Jałówce;
  - projekt i realizacja sali katechetycznej razem z kaplicą Świętych Równych Apostołom Konstantyna i Heleny i dzwonnicą w Jałówce;
  - projekt i realizacja czterech witraży do cerkwi w Jałówce;
- projekt i realizacja soboru Świętej Trójcy w Hajnówce, razem z projektem wnętrza i otoczenia[3];
- projekt i realizacja plebanii z baptysterium oraz rekonstrukcja cerkwi św. Michała Archanioła w Bielsku Podlaskim razem z projektem otoczenia;
- projekt i realizacja plebanii z kaplicą przy cerkwi Świętych Apostołów Piotra i Pawła w Siemiatyczach;
- projekt cerkwi Zmartwychwstania Pańskiego w Siemiatyczach – niezrealizowany;
- projekt i realizacja rzymskokatolickiego domu rekolekcyjnego wraz z kaplicą przy kościele Opatrzności Bożej w Warszawie-Wesołej;
- uczestnictwo w zorganizowanym przez SARP konkursie urbanistyczno-architektonicznym na projekt zagospodarowania przestrzennego Lednickiego Parku Krajobrazowego;
- projekty dla miasta Czarnków:
  - studium uwarunkowań i kierunków zagospodarowania przestrzennego – uchwalone;
  - plan miejscowy w pełnych granicach administracyjnych – uchwalony;
- kierownictwo interdyscyplinarnego grantu Komitetu Badań Naukowych pt. „Podstawy rekonstrukcji wczesnodziejowego zespołu rezydencjonalno-obronnego na Ostrowie Lednickim”;
- projekt i realizacja spółdzielczego osiedla mieszkaniowego „Naramowice” razem z usługami;
- plan miejscowy obszarów krajobrazu chronionego – Tarnowo Podgórne – uchwalony.

## Nagrody
- nagroda im. św. Brata Alberta (1981)
- laureat Nagrody Honorowej Oddziału Poznańskiego SARP (2007)[5]